# بريان فليتشير (لاعب دوري الرغبي)
بريان فليتشير (بالإنجليزية: Bryan Fletcher)‏ هو لاعب دوري الرغبي أسترالي، ولد في 12 أبريل 1974 في سيدني في أستراليا.